# 阳泉君
阳泉君（?—?），羋姓，名不详，楚国人。秦孝文王的王后华阳夫人的弟弟，據推測其為宣太后的姪孫，華陽君辛戎（宣太后的同母弟弟、羋姓、辛氏）的孫子。

## 記載
《战国策·秦策五》记载秦孝文王时，吕不韦到秦国游说阳泉君，让他支持公子异人为太子。当时，秦孝文王的庶子子傒很有势力，吕不韦让阳泉君支持公子异人，好在新君即位后，无子的华阳夫人与阳泉君姐弟能继续享受尊崇。阳泉君表示同意，劝说姐姐华阳夫人，将公子异人从赵国接回秦国。公子异人即位为秦庄襄王。《史记·吕不韦列传》记载吕不韦是在秦昭襄王时，游说华阳夫人的姐姐而使公子子楚（史記記載秦莊襄王的名字就叫子楚）回秦國的。

## 影视形象
- 《吕不韦传奇》中马晓枫饰阳泉君华戎。剧中华氏兄妹不满吕不韦掌权，对秦庄襄王称王子政为吕不韦与赵姬的私生子，未果反而遭贬，后吕不韦又故意安排华戎辅佐成蛟出征，成蛟、华戎等果然作乱，华戎在交战中被蔡泽误杀。这些情节于史无据。